# Chenyang Xu

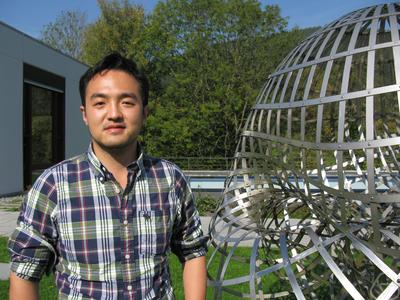
Chenyang Xu

Chenyang Xu (chinesisch 许晨阳; * 1981 in Chongqing) ist ein chinesischer Mathematiker, der sich mit Algebraischer Geometrie befasst.
Xu wurde 2008 an der Princeton University bei János Kollár promoviert (Topics on rationally connected varieties). Er ist Professor am International Center for Mathematical Research in Peking.
Er befasst sich mit dem Minimal Model Programm und birationaler Geometrie (in Charakteristik 0 und p), rational verbundenen Varietäten, Topologie algebraischer Varietäten, arithmetischer Geometrie, Kähler-Geometrie und Fano-Varietäten. Außer mit Kollar arbeitete er unter anderem mit Christopher Hacon und James McKernan.
2016 erhielt er den ICTP Ramanujan Prize. Insbesondere wurden seine Arbeiten zur birationalen Geometrie einschließlich kanonischen Log Paaren und Q-Fano Varietäten sowie zur Topologie von Singularitäten und ihren dualen Komplexen hervorgehoben. Er war Vortragender auf dem ICM 2018 (Interaction Between Singularity Theory and the Minimal Model Program). Für 2021 wurde ihm der Colepreis in Algebra zuerkannt.

## Schriften
- mit C. D. Hacon: Existence of log canonical closures, Inventiones Mathematicae, Band 192, 2013, S. 161–195.
- mit C. D. Hacon, J. McKernan: ACC for log canonical thresholds, Annals of Mathematics, Band 180, 2014, S., 523–571.
- mit C. D. Hacon, J. McKernan: On the birational automorphisms of varieties of general type, Annals of Mathematics, Band 177, 2013, S. 1077–1111.
- mit Chi Li: Special test configurations and K-stability of Fano-varieties, Annals of Mathematics, Band 180, 2014, S. 197–232.
- mit J. Kollar: The dual complex of Calabi-Yau pairs, Invent. Math., Band 205, 2016, S. 527–557.
- Finiteness of algebraic fundamental groups, Compos. Math., Band 150, 2014, S. 409–414.
- Strong rational connectedness of surfaces, J. Reine Angew. Math., Band 665, 2012, S. 189–205.
- mit A. Hogadi: Degenerations of Rationally Connected Varieties, Trans. Am. Math. Soc., Band 361, 2009, S. 3931–3949.
- mit C. Hacon: On the three dimensional minimal model program in positive characteristic, J. Am. Math. Soc., Band 28, 2015, S. 711–744.